# Souvenir

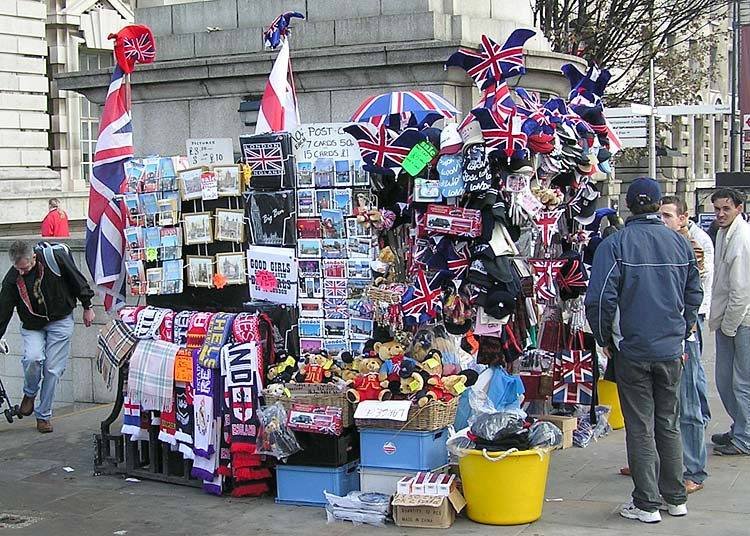
Posto de venda de suvenir em Londres

Um suvenir ou souvenir (termo francês que significa "memória"), é um objeto que resgata memórias que estão relacionadas ao destino turístico. Isto é análogo à exploração psicológica do condicionamento clássico. Por exemplo: se um viajante compra um suvenir nas férias, ele irá associar, muito provavelmente, o suvenir às suas férias. Recordará esse momento especial cada vez que o olhar.

## Suvenir em diferentes culturas
Os turistas compram os suvenires como presentes para pessoas muito queridas. Este é comum em muitas culturas. Nos Camarões, por exemplo, a ideia é que alguém que pode permitir-se viajar pode também permitir-se trazer algo para os que não podem. No Japão, se conhece como omiyage e se compram para ser compartilhados com os companheiros de trabalho e com familiares. As vendas de omiyage se transformaram em um grande negócio nos sítios turísticos do Japão. Em muitas estações de trem e aeroportos, se vendem estas lembranças de forma que os turistas possam comprar um omiyage de última hora antes de voltar para casa.

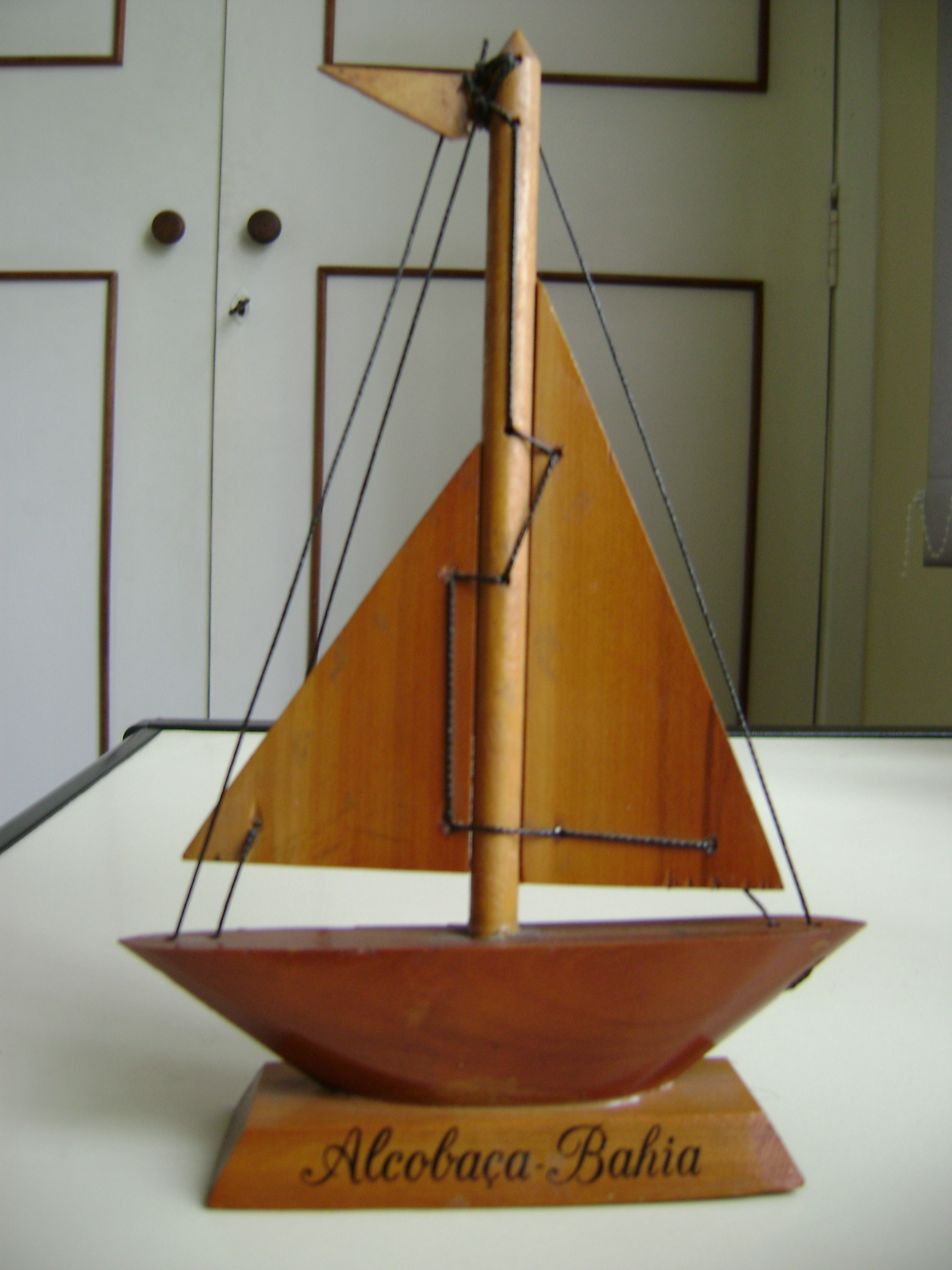
Suvenir de Alcobaça, na Bahia

Os suvenires podem incluir artigos caseiros como, por exemplo; taças, postais, cinzeiros, livretos, camisetas, chapéus, entre muitos outros.
Um bom exemplo de suvenir, carregado de todo um folclore, é a fita do Bonfim, espécie de amuleto vendido como lembrança nas escadarias da Igreja do Senhor do Bonfim, em Salvador (Bahia).

## Importância na economia
A venda de suvenires é uma atividade intimamente ligada ao turismo, e sua confecção e comercialização constituem importante atividade econômica. Na Itália, a reprodução de obras de arte, miniaturas de monumentos antigos e ainda os cartões-postais são exemplos de como esta atividade serve não apenas como lembrança, mas para divulgação e propaganda das atrações turísticas.